# Туча (Минская область)

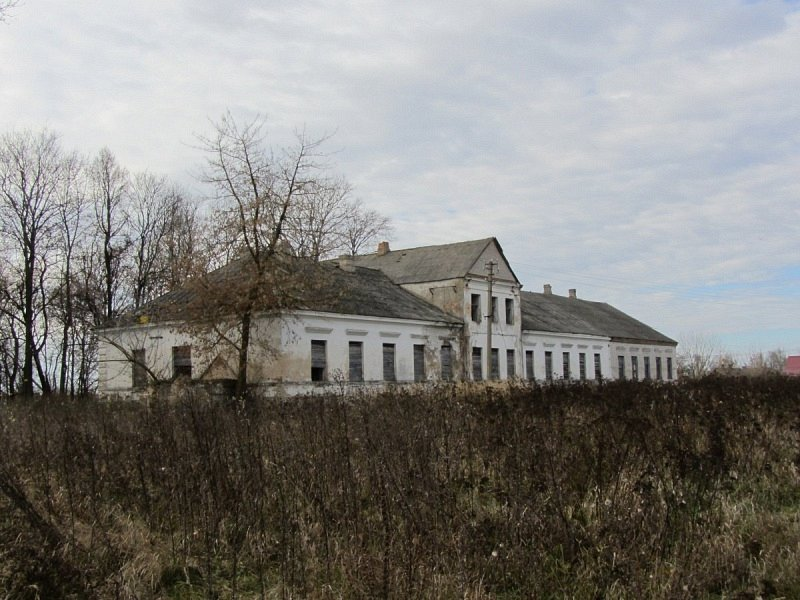
Усадебный дом

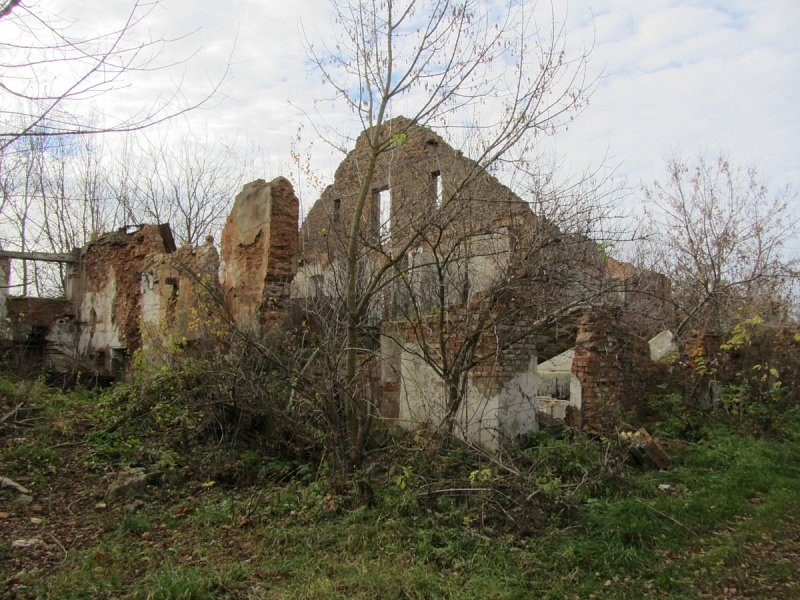
Руины спиртозавода

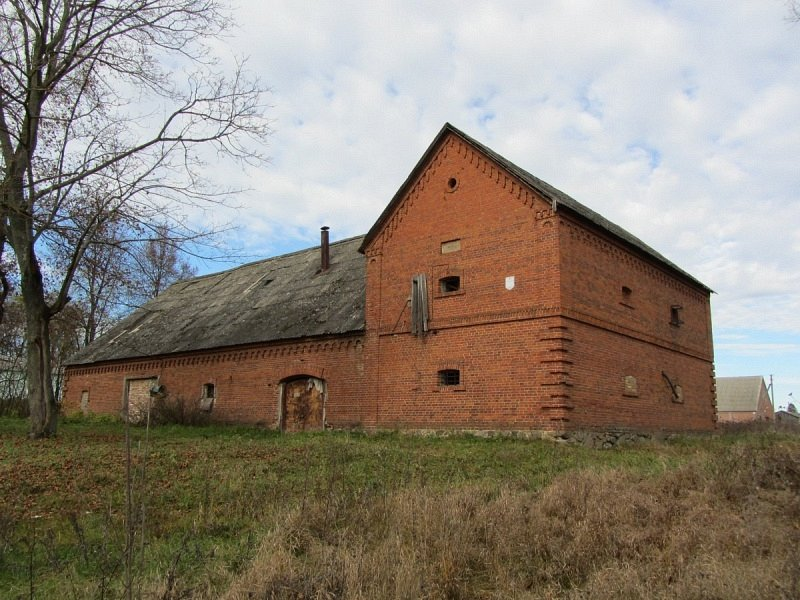
Кузница

Туча (бел. Туча) — агрогородок в Клецком районе Минской области Белоруссии. В составе Кухчицкого сельсовета. До 2013 года был центром Тучанского сельсовета (в 2013 году упразднён). Население 494 человека (2009).

## География
Туча находится в 13 км к юго-западу от райцентра, города Клецк. Через село протекает небольшая река Тученка (приток Начи), в селе плотина и запруда. Через село проходит автодорога Р43 на участке Синявка — Слуцк, прочие дороги ведут в окрестные деревни.

## История
Во время пребывания в составе Великого княжества Литовского Туча входила в Новогрудское воеводство. В результате второго раздела Речи Посполитой (1793) деревня оказались в составе Российской империи, в Слуцком уезде Минской губернии.
На протяжении всего своего существования деревня непрерывно принадлежала (с XVII века до 1939 года) шляхетскому роду Еленских (Яленских). В конце XVIII века Еленские возвели в Туче дворянскую усадьбу. Хозяйственные постройки усадьбы относятся к разным периодам, они строились вплоть до начала XX века.
По Рижскому мирному договору (1921 года) Туча попала в состав межвоенной Польской Республики. В 1939 году деревня вошла в состав БССР. В 1944 году усадебный дом в Туче стал военным госпиталем, в 1970-е годы его перепрофилировали в школу.
28 июня 2013 года Туча передана из упразднённого Тучанского сельсовета в состав Кухчицкого сельсовета.

## Культура
- Дом культуры

## Достопримечательности
- Фрагменты комплекса бывшей усадьбы: усадебный дом Еленских, водоёмы, фрагменты парка, фрагменты хозяйственных строений и спиртзавода, кузница, амбары —  Историко-культурная ценность Республики Беларусь, шифр 613Г000210. Усадебный дом конца XVIII века в стиле классицизм сохранился.
- Церковь Иоанна Предтечи (начало XIX в.)